# Tachydromia maculipennis
Tachydromia maculipennis är en tvåvingeart som beskrevs av Walker 1849. Tachydromia maculipennis ingår i släktet Tachydromia och familjen puckeldansflugor. Inga underarter finns listade i Catalogue of Life.